# パレオはエメラルド
「パレオはエメラルド」は、日本の女性アイドルグループ・SKE48の楽曲。作詞は秋元康、作曲は五戸力が担当した。2011年7月27日、SKE48の6作目のシングルとしてavex traxから発売された。単独出演としては初となった『第63回NHK紅白歌合戦』（2012年）の歌唱楽曲。楽曲のセンターポジションは松井珠理奈が務めた。なお、姉妹グループのJKT48がこの曲をカバーし、2015年3月27日に9枚目のシングルとしてリリースしている。

## 背景とリリース
前作「バンザイVenus」から4か月ぶりのシングルで、所属レコード会社をavex traxへと移籍してから初めてのシングル。今作から「TYPE-A」、「TYPE-B」、「TYPE-C」、「劇場盤」の4形態でのリリースとなった。
表題曲「パレオはエメラルド」の選抜メンバーは前作から2名入れ替えとなった。秦佐和子が初選抜入り、木下有希子は「1!2!3!4! ヨロシク!」以来約8か月ぶりに選抜復帰した。前作の選抜メンバーだった高田志織・平田璃香子が外れた。
カップリング曲は4つに増え、担当するユニットとして前作同様の「紅組」「白組」、および2作振りの全員歌唱曲に加えて、「セレクション8」が新たに結成されている。これにより、当時のメンバーのうち、怪我により一時休養している松下唯を除く全てのメンバーがいずれかの楽曲に参加している。また、今作から劇場盤限定カップリングとして収録曲全てのサビを繋いだメドレーが収録されるようになった。
キャッチコピーは「風に君のパレオが揺れた時、僕の夏は始まる」。
CDの封入特典として、通常盤3タイプの各初回生産分に全国イベント参加引換券、オリジナルトレーディングカード（全16種類のうちランダム1枚）、およびブックレット（表紙含め12p）が付いた。
また、本作の発売日は松井玲奈の20歳の誕生日でもあった。

## 音楽性・批評
夏をテーマにしたアッパーなポップス曲。妹だと思っていた女の子が成長して女性らしく綺麗になり、その女の子がエメラルド色のパレオを着ている姿に男の子が恋をする様子を描いている。イントロは静かで"キラキラした感じ"でバラードかと思わせるが、すぐにアップテンポに転じて元気な曲調となり、全体的に抑揚に変化が付けられているという。
『CDジャーナル』によればこの曲のメロディは開放的かつアッパーで、ボーカルも爽やかながらも、はつらつとした感じあるいは弾けた感じになっている。また、そのメロディやPV、楽曲タイトルなどからAKB48の「ポニーテールとシュシュ」「Everyday、カチューシャ」のような路線を意識させるものだという。特に"キラキラした感じ"のイントロの部分は、「ポニーテールとシュシュ」のメロディにも似ているという。SKE48の曲では「ごめんね、SUMMER」に近い曲調で、爽やかさや元気さを特徴としているという。また、サビの部分はSKE48チームSの劇場公演曲「チャイムはLOVE SONG」に少し似ていて、レコーディングの最初の頃は歌っているうちに「チャイムはLOVE SONG」になってしまうことが何度かあったという。

## アートワーク
| TYPE-A 表 | 石田安奈・木﨑ゆりあ・桑原みずき・高柳明音・平松可奈子・古川愛李・松井珠理奈・向田茉夏 |
| TYPE-A 裏 | 「白組」メンバー12人                                                                   |
| TYPE-B 表 | 大矢真那・小木曽汐莉・木下有希子・木本花音・須田亜香里・秦佐和子・松井玲奈・矢神久美   |
| TYPE-B 裏 | 「紅組」メンバー12人                                                                   |
| TYPE-C 表 | 高柳明音・松井珠理奈・松井玲奈                                                         |
| TYPE-C 裏 | 「パレオはエメラルド」の選抜メンバー16人                                               |
| 劇場盤 表 | 石田安奈・須田亜香里・高柳明音・古川愛李・松井珠理奈・松井玲奈                         |
| 劇場盤 裏 | ハワイ・ホノルル マッキンリー高校正面玄関建物写真                                      |

ジャケットに描かれているタイトルロゴは桑原みずきによるもので、選抜メンバーそれぞれが手書きでデザインしたものの中から選ばれている。

## チャート成績
発売前日である2011年7月26日付オリコンデイリーチャートで推定売上枚数26万4000枚を記録して1位にランクイン。前作の週間初動売上20万7000枚を1日で上回ったほか、2009年3月の推定売上枚数公開以降における、姉妹グループであるAKB48以外のシングルの中で最も高い枚数を記録した（発売当時。後に自身の「オキドキ」が更新）。
その後、同年8月8日付オリコンウィークリーチャートでは37万9000枚を記録し、2度目の首位となった。同チャートへのランクイン回数は通算46回となっている。
2010年のオリコン年間シングルチャートでは売上枚数466,037枚を記録し、9位にランクインした。
Billboard JAPANのチャートにおいては、2011年8月8日付のHOT 100及びHot Singles Salesの双方で1位にランクインしたほか、同日付のHot 100 Airplayでは18位にランクインした。
サウンドスキャンジャパンのチャートにおいては、2011年7月25日 - 31日調査分の週間CDソフト シングルランキング TOP20で「TYPE-A」が推定売上枚数43,350枚の2位、「TYPE-C」が推定売上枚数43,310枚の3位、「TYPE-B」が同42,311枚の4位を記録し、1位の安室奈美恵「NAKED/Fight Together/Tempest」に続いた。

## ミュージック・ビデオ
ミュージック・ビデオの監督は丸山健志（KRK PRODUCE）が務めた。
ビデオは全編がアメリカ・ハワイでの撮影で、SKE48としては初めての海外ロケとなった。ビデオは、制服を着て学生に扮したメンバーがカヌー部や男の子をナンパするグループなど4つのグループに分かれて、それぞれのストーリーが進行していく構成になっている。メンバーが浜辺でダンスするシーンや水着で崖から海に飛び込むシーンもある。
カヌーのシーンは実際にカヌーをしている女の子と一緒に講師から指導を受け、時間をかけて本格的に行ったという。また、海に飛び込むシーンはメンバー全員が実際に行っている。当初は5、6人のメンバーだけが海に飛び込む予定だったが、全員飛んだ方が「全員崖からジャンプしました」のフレーズが使える、という事から急遽全員飛ぶこととなった。高いところが苦手な平松可奈子は粘って最後の方に跳んだが、恐怖のあまりおかしな飛び方（カエルの様な飛び方）になってしまい、これはNGで使われないだろうと話していた。しかし、予想に反して使われており、CMにもそのシーンが使われてしまったという。
また、CDには収録されていないがアニメ版MVが中京テレビのSKE48冠バラエティ番組『SKE48の世界征服女子』で製作･放送された。
「ときめきの足跡」MVの監督は須永秀明。横浜市西区の横浜バラクライングリッシュガーデン　THE SEASON' Sで撮影された。
「パパは嫌い」MVの監督は中村太洸（KRK PRODUCE）。

## メディアでの使用
「パレオはエメラルド」は、テレビ朝日系バラエティ番組『お願い!ランキング』の2011年7月度エンディング・テーマとして使用されたほか、ASBeeとSKE48のコラボレーションキャンペーン『ASBee×SKE48』の一環で制作されたCM「SUMMER SALE篇」のCMソングとして使用された。

## ライブ・パフォーマンス
既に述べたとおり、単独出演としては初となった「第63回NHK紅白歌合戦」（2012年）の歌唱楽曲として披露された。Aメロ部分では須田亜香里がバレエの回転技「グランフェッテ」、間奏部分では藤本美月がバック転からのバック宙を披露し（その関係から、須田はトウシューズ、藤本はスニーカーを着用）、最後は出場した62人全員で一列になり、スカーフを上下させるラインダンスを揃えた。

## シングル収録トラック

### TYPE-A
| #  | タイトル                            | 作詞   | 作曲       | 編曲           | 時間 |
| -- | ----------------------------------- | ------ | ---------- | -------------- | ---- |
| 1. | 「パレオはエメラルド」              | 秋元康 | 五戸力     | 原田ナオ       | 4:47 |
| 2. | 「ときめきの足跡」(白組)            | 秋元康 | 服部マキコ | 野中“まさ”雄一 | 3:34 |
| 3. | 「積み木の時間」                    | 秋元康 | 田辺恵二   | 田辺恵二       | 3:40 |
| 4. | 「パレオはエメラルド（off vocal）」 |        |            |                |      |
| 5. | 「ときめきの足跡（off vocal）」     |        |            |                |      |
| 6. | 「積み木の時間（off vocal）」       |        |            |                |      |

| #  | タイトル                                          | 作詞 | 作曲・編曲 |
| -- | ------------------------------------------------- | ---- | ---------- |
| 1. | 「「パレオはエメラルド」music video」             |      |            |
| 2. | 「「ときめきの足跡」music video」                 |      |            |
| 3. | 「特典映像「松井珠理奈の軌跡」documentary movie」 |      |            |

### TYPE-B
| #  | タイトル                            | 作詞   | 作曲     | 編曲     | 時間 |
| -- | ----------------------------------- | ------ | -------- | -------- | ---- |
| 1. | 「パレオはエメラルド」              | 秋元康 | 五戸力   | 原田ナオ | 4:47 |
| 2. | 「パパは嫌い」(紅組)                | 秋元康 | 中村望   | 池澤聡   | 3:26 |
| 3. | 「積み木の時間」                    | 秋元康 | 田辺恵二 | 田辺恵二 | 3:40 |
| 4. | 「パレオはエメラルド（off vocal）」 |        |          |          |      |
| 5. | 「パパは嫌い（off vocal）」         |        |          |          |      |
| 6. | 「積み木の時間（off vocal）」       |        |          |          |      |

| #  | タイトル                                        | 作詞 | 作曲・編曲 |
| -- | ----------------------------------------------- | ---- | ---------- |
| 1. | 「「パレオはエメラルド」music video」           |      |            |
| 2. | 「「パパは嫌い」music video」                   |      |            |
| 3. | 「特典映像「松井玲奈の軌跡」documentary movie」 |      |            |

### TYPE-C
| #  | タイトル                            | 作詞   | 作曲         | 編曲               | 時間 |
| -- | ----------------------------------- | ------ | ------------ | ------------------ | ---- |
| 1. | 「パレオはエメラルド」              | 秋元康 | 五戸力       | 原田ナオ           | 4:47 |
| 2. | 「花火は終わらない」(セレクション8) | 秋元康 | すみだしんや | 田口智則、稲留春雄 | 3:49 |
| 3. | 「積み木の時間」                    | 秋元康 | 田辺恵二     | 田辺恵二           | 3:40 |
| 4. | 「パレオはエメラルド（off vocal）」 |        |              |                    |      |
| 5. | 「花火は終わらない（off vocal）」   |        |              |                    |      |
| 6. | 「積み木の時間（off vocal）」       |        |              |                    |      |

| #  | タイトル                                           | 作詞 | 作曲・編曲 |
| -- | -------------------------------------------------- | ---- | ---------- |
| 1. | 「「パレオはエメラルド」music video」              |      |            |
| 2. | 「特典映像「SKE48紅白対抗水泳大会」special movie」 |      |            |

### 劇場盤
| #  | タイトル                            | 作詞   | 作曲       | 編曲           | 時間 |
| -- | ----------------------------------- | ------ | ---------- | -------------- | ---- |
| 1. | 「パレオはエメラルド」              | 秋元康 | 五戸力     | 原田ナオ       | 4:47 |
| 2. | 「ときめきの足跡」(白組)            | 秋元康 | 服部マキコ | 野中“まさ”雄一 | 3:34 |
| 3. | 「パパは嫌い」(紅組)                | 秋元康 | 中村望     | 池澤聡         | 3:26 |
| 4. | 「SKE48 6th single medley」         |        |            |                |      |
| 5. | 「パレオはエメラルド（off vocal）」 |        |            |                |      |
| 6. | 「ときめきの足跡（off vocal）」     |        |            |                |      |
| 7. | 「パパは嫌い（off vocal）」         |        |            |                |      |

## 選抜メンバー
- 石田安奈
- 大矢真那
- 小木曽汐莉
- 木﨑ゆりあ
- 木下有希子
- 木本花音
- 桑原みずき
- 須田亜香里
- 高柳明音
- 秦佐和子
- 平松可奈子
- 古川愛李
- 松井珠理奈
- 松井玲奈
- 向田茉夏
- 矢神久美

## JKT48によるカバー
姉妹グループのJKT48は、この楽曲を「Pareo adalah Emerald – Pareo wa emerald」というタイトルでカバーしている。グループの9作目のシングルとして、2015年3月27日にHits Recordsから発売された。
歌詞は全編にわたってインドネシア語に翻訳したもの。楽曲のセンターポジションはメロディー・ヌランダニ・ラクサニ。通常盤には英語でカバーしたバージョンも収録されている。
CDは通常盤、劇場盤、Basic Versionの3形態。特典として、JKT48の2回目の選抜総選挙である『JKT48 10th シングル CD 選抜総選挙 〜みんなが決める、16人選抜メンバー〜 大事なことはみんなで決めよう』のシリアルナンバー付き投票券が封入されている。通常盤では6票分、劇場盤およびBasic Versionでは3票分が封入されている。また、通常盤にはランダムの生写真1枚、劇場盤にはトランプカードと握手券1枚、Basic Versionにはランダムのメンバーステッカー1枚が、それぞれ封入されている。
カップリングでは他に、SKE48から「Escape」、NMB48から「高嶺の林檎」、AKB48から「バラの果実」「昨日よりもっと好き」の計4曲のカバーが収録されている。

### シングル収録トラック
| #  | タイトル                                                     | 作詞   | 作曲         | 編曲         |
| -- | ------------------------------------------------------------ | ------ | ------------ | ------------ |
| 1. | 「Pareo adalah Emerald – Pareo wa emerald」                  | 秋元康 | 五戸力       | 原田ナオ     |
| 2. | 「Buah Mawar – Bara no Kajitsu」                             | 秋元康 | 和泉一弥     | 佐々木裕     |
| 3. | 「Apel yang ada di Puncak – Takane no Ringo」                | 秋元康 | 田中俊亮     | 武藤星児     |
| 4. | 「Escape」                                                   | 秋元康 | 井上ヨシマサ | 井上ヨシマサ |
| 5. | 「Dibanding Kemarin Semakin Suka – Kinou Yorimo Motto Suki」 | 秋元康 | 若田部誠     | 若田部誠     |
| 6. | 「Pareo is your Emerald (English Version)」                  | 秋元康 | 五戸力       | 原田ナオ     |

| #  | タイトル                                                                  | 作詞 | 作曲・編曲 |
| -- | ------------------------------------------------------------------------- | ---- | ---------- |
| 1. | 「Pareo adalah Emerald – Pareo wa Emerald Music Video」                   |      |            |
| 2. | 「Pareo adalah Emerald – Pareo wa Emerald Music Video Behind the Scenes」 |      |            |

### 選抜メンバー
| - アンデラ・ユウォノ - ジェシカ・フェランダ - ジェニファー・ハンナ - シャニア・ジュニアナタ | - シンタ・ナオミ - シンディ・ユフィア - タリア - デフィ・キナル・プトゥリ | - 仲川遥香 - ナビラ・ラトナ・アユ・アザリア - ベビー・チャエサラ・アナディラ - ミシェル・クリスト・クスナディ | - メロディー・ヌランダニ・ラクサニ - ラトゥ・フィエンニ・フィトゥリリア - レズキー・ウィランティ・ディク - ロナ・アングレアニ |